# Prekmurski knjižni jezik
Za slovensko narečje glej članek Prekmursko narečje.
Prekmurski knjižni jezik ali prekmurska knjižna norma (prekmursko Prekmörski, ali Prekmürski kniževni jezik) je bil jezikovni standard slovenščine, ki se je razvijal na podlagi prekmurskega narečja. Nastal je v začetku 18. stoletja in trajal do konca druge svetovne vojne.

## Razvoj knjižne norme
Od prve polovice 16. stoletja so že bili različni rokopisi v prekmurščini, ki so ustvarili prekmursko knjižno tradicijo (stara martjanska pesmarica). V slovenskem jezikovnem območju je bila knjižna prekmurščina edini knjižni jezik, ki je ostal po oblikovanju enotnega slovenskega knjižnega jezika. Marko Jesenšek piše, da prekmurski knjižni jezik v liriki, prozi in publicistiki prekmurskih avtorjev ter v nekaterih časopisih še vedno živi. V liturgiji ju uporabljata prekmurska evangeličanska in binkoštna Cerkev ter katoliška Cekev v slovenskem Porabju na Madžarskem. Knjižna prekmurščina si je veliko elementov izposojala iz drugih slovanskih in neslovanskih jezikov, kot iz kajkavščine, gradiščanščine, nemščine, madžarščine, latinščine, srbohrvaščine, osrednje in štajerske slovenščine ter nekaj iz češčine in slovaščine. Hkrati je vplivala na kajkavski, štajerski in gradiščanski jezik. Pomembna postaja prekmurskega knjižnega jezika je bila, ko sta Štefan Küzmič in Mikloš Küzmič prevedla Novo zavezo Svetega pisma. Avgust Pavel je poskusil napisati slovnico prekmurščine, vendar madžarizacija ni dovolila izdaje.
Do 21. stoletja je veliko slovenskih jezikoslovcev menilo, da prekmurščina ni knjižna norma, temveč odklon od slovenskega jezika. Politika je večkrat omejila delovanje knjižne prekmurščine, pogosto so argumentirali na šovinistično vendsko vprašanje, ker se je pod vplivom madžarizacije več prekmurskih avtorjev poskusilo čim bolj odtujiti od slovenščine.
Ker je med kajkavščino in prekmurščino veliko podobnosti, so se prekmurski avtorji trudili bližati kajkavskemu knjižnemu jeziku, predvsem tisti avtorji, ki so delali od časa Franca Temlina do časa Jožefa Košiča. Knjižna kajkavščina je po letu 1850 prenehala, vendar če bi ostala, takrat prekmurski knjižni jezik še naprej bi bližal kajkavščini.
Prekmurski knjižni in pogovorni jezik v 19. stoletju je vplival na gradiščanski jezik. Najpomembnejši gradiščanski pisatelj v tej dobi je bil Jožef Ficko, rojen na Boreči. Ficko je svoje slovenizme (prekmurizme) koristil v gradiščanskem jeziku in vplival tudi na prisičko narečje.
Po prenehanju knjižne kajkavščine so kajkavski Hrvati v Medžimurju dolgo časa brali prekmurske knjige. V Medžimurju so se tudi naročili na časopis Prijátel Imreta Augustiča.
Po prvi svetovni vojni je politik in katoliški duhovnik Jožef Klekl skupaj z drugimi pomembnimi prekmurci, kot so bili evangeličanski senior Števan Kovatš, zahteval jezikovno avtonomijo za Prekmurje, vendar je slovenska oblast izpodbila prošnjo. V tem času se je prekmurski knjižni jezik obnovil. Različni časopisi kot so bile Novine, Mörszka krajina, Düševni list, koledarji Kalendar Srca Jezušovoga, Evangeličanski kalendar in knjige Hodi k oltarskomi svestvi, Molite bratje! so ustvarili tako imenovani drugi prekmurski neologizem.
Maks Pleteršnik je predlagal širitev slovenskega knjižnega jezika s prekmurskimi besedami. Pleteršnik je v svojem slovarju zbiral veliko prekmurskih besed od Mihaela Bakoša, Aleksandra Terplana in pertoške rokopisne pesmarice. Stanislav Škrabec je odklonil prekmurizme v slovenskem knjižnem jeziku. Tako je menil, da je prekmurščina in vzhodna štajerščina (ki jo je izoblikoval Peter Dajnko) nista knjižni normi, temveč jezikovni separatizem, odcepitev od slovenskega jezika in naroda. V resnici se prekmurski knjižni jezik ni oddaljil od slovenščine in vzhodnoštajerski jezik je hotel tvoriti prehod med osrednjo in vzhodno slovenščino.

## Prekmurski knjižni jezik v 20. stoletju
Med največjimi zagovorniki prekmurščine so bili evangeličani, predvsem njihov senior Števan Kovatš, ki se je v svojem slavnostnem govoru ob vkorakanju madžarske vojske 16. aprila 1941 zelo zavzel za prekmurski jezik. Prekmurščino so ohranjali z Evangeličanskim kalendarjem in Düševnim listom ter seveda z bogoslužjem v prekmurskem jeziku. Oblast je poskušala bogoslužja v prekmurščini preprečiti, vendar so se evangeličani sklicevali na svoje zakone, po katerih mora biti božja beseda podana vsakemu človeku v njemu razumljivem jeziku.
Božidar Borko je v časopisu Murska straža pokazal, da vprašanje knjižne prekmurščine v slovenskem področju leta 1919 ni bilo mogoče prikazovati ozko v narečnih okvirih, ampak je potrebno upoštevati tiste vzroke, ki so v cerkvi, kulturi, politiki, literaturi in jezikovni zgodovini. Ti vzroki so vplivali na to, da se je v panonskem prostoru ohranila knjižna prekmurščina. Ta jezik pa je različen od osrednjeslovenskega jezika v glasolovju, oblikoslovju, skladnji in besedju. Zato se delitev na dva tipa slovenskega knjižnega jezika kar sama ponuja. Borko je nastanek in razvoj prekmurskega jezika razumel kot zgodovinsko in kulturno-politično vprašanje, vprašanje zgodovine slovenske knjižne norme, vprašanje jezika v šolstvu, ter odnost med Prekmurci in Kajkavci.
Po drugi svetovni vojni je slovenska komunistična stranka prepovedala, da bi se na uradnih mestih uporabljalo prekmurščino. Disciplinska komisija je lahko obtožila ljudi, ki so na javnih mestih govorili prekmursko. Vilko Novak se je spominjal (1997): »Po drugi vojni leta 1956 sem prvi prišel uradno na Madžarsko in v Porabje in tam govoril slovensko v našem narečju … Zato sem bil napaden v domačem prekmurskem okolju. Temu je sledila dveletna disciplinska preiskava, ki mi ni mogla dokazati nič slabega. Me je pa ovirala pri mojem strokovnem napredovanju.«

## Prekmurska abeceda

### Pred letom 1914
| velika črka | mala črka | v gajici                        |
| А           | а         | široki a                        |
| Á           | á         | dolgi a                         |
| B           | b         | b                               |
| C           | c         | c                               |
| Cs          | cs        | č                               |
| D           | d         | d                               |
| Е           | е         | široki e                        |
| É           | é         | dolgi e                         |
| Ê           | ê         |                                 |
| F           | f         | f                               |
| G           | g         | g                               |
| Gy          | gy        | dj                              |
| H           | h         | h                               |
| I           | i         | široki i                        |
| Í           | í         | dolgi i                         |
| J           | j         | j                               |
| K           | k         | k                               |
| L           | l         | l                               |
| Ly          | ly        | lj                              |
| M           | m         | m                               |
| N           | n         | n                               |
| Ny          | ny        | ny                              |
| O           | o         | široki o                        |
| ó           | ó         | dolgi o                         |
| Ô           | ô         | zlitje črka dolgi a in široki o |
| Ö           | ö         | široki ö                        |
| Ő           | ő         | dolgi ö                         |
| P           | p         | p                               |
| R           | r         | r                               |
| S           | s         | š                               |
| Sz          | sz        | s                               |
| T           | t         | t                               |
| Ty          | ty        | tj                              |
| U           | u         | široki u                        |
| Ú           | ú         | dolgi u                         |
| Ü           | ü         | široki ü                        |
| Ű           | ű         | dolgi ü                         |
| V           | v         | v                               |
| Z           | z         | z                               |
| Zs          | zs        | ž                               |

### Po letu 1914
| velika črka | mala črka |
| А           | а         |
| Á           | á         |
| B           | b         |
| C           | c         |
| Č           | č         |
| D           | d         |
| Е           | е         |
| É           | é         |
| Ê           | ê         |
| F           | f         |
| G           | g         |
| H           | h         |
| I           | i         |
| J           | j         |
| K           | k         |
| L           | l         |
| M           | m         |
| N           | n         |
| Nj          | nj        |
| O           | o         |
| Ö           | ö         |
| P           | p         |
| R           | r         |
| Š           | š         |
| S           | s         |
| T           | t         |
| Tj          | tj        |
| U           | u         |
| Ü           | ü         |
| V           | v         |
| Z           | z         |
| Ž           | ž         |

## Oče naš v slovenščini in prekmurščini
| Slovenščina | Prekmurščina |
| --- | --- |
| Oče naš, ki si v nebesih, posvečeno bodi tvoje ime, pridi k nam tvoje kraljestvo, zgodi se tvoja volja kakor v nebesih tako na zemlji. Daj nam danes naš vsakdanji kruh in odpusti nam naše dolge, kakor tudi mi odpuščamo svojim dolžnikom, in ne vpelji nas v skušnjavo, temveč reši nas hudega. Amen. | Oča naš, ki si vu nebésaj! Svéti se Ime tvoje. Pridi králestvo tvoje. Bojdi vola tvoja, kak na nébi, tak i na zemli. Krüha našega vsakdanéšnjega daj nam ga dnes. I odpüsti nam duge naše, kak i mi odpüščamo dužnikom našim. I ne vpelaj nas vu sküšávanje. Nego odslobodi nas od hüdoga. Amen. |